# Adonisea chrysellus
Adonisea chrysellus là một loài bướm đêm trong họ Noctuidae.